# A Ferencvárosi TC 1957–1958-as szezonja
A Ferencvárosi TC 1957–1958-as szezonja szócikk a Ferencvárosi TC első számú férfi labdarúgócsapatának egy szezonjáról szól, mely összességében és sorozatban is az 56. idénye volt a csapatnak a magyar első osztályban. A klub fennállásának ekkor volt az 59. évfordulója.

## Mérkőzések
| Színmagyarázat | Színmagyarázat |
| -------------- | -------------- |
|                | Győzelem.      |
|                | Döntetlen.     |
|                | Vereség.       |

### Közép-európai kupa
1. forduló
| 1958. május 25. |

| Ferencváros               | 3 – 3               | Radnički                |
| ------------------------- | ------------------- | ----------------------- |
| Rákosi 43' 77' Borsos 82' | (0 – 3) Jegyzőkönyv | Prljinčević 21' 27' 32' |

| Népstadion, Budapest Nézőszám: 30 000 |

| 1958. június 1. |

| Radnički                      | 2 – 1               | Ferencváros |
| ----------------------------- | ------------------- | ----------- |
| Prljinčević 8' (11-esből) 34' | (2 – 0) Jegyzőkönyv | Dálnoki     |

| Belgrád Nézőszám: 15 000 |

### NB 1 1957–58

#### Őszi fordulók
| 1. forduló 1957. augusztus 25. |

| Ferencváros                    | 3 – 1               | Komlói Bányász |
| ------------------------------ | ------------------- | -------------- |
| Friedmanszky 18' 77' Orosz 51' | (1 – 1) Jegyzőkönyv | Udvaros 3'     |

| Népstadion, Budapest Nézőszám: 65 000 Játékvezető: Fehérvári József (magyar) |

| 2. forduló 1957. szeptember 1. |

| Tatabányai Bányász    | 2 – 0               | Ferencváros |
| --------------------- | ------------------- | ----------- |
| Lahos 77' Szovják 79' | (0 – 0) Jegyzőkönyv |             |

| Városi Stadion, Tatabánya Nézőszám: 20 000 Játékvezető: Zsolt István (magyar) |

| 3. forduló 1957. szeptember 8. |

| Ferencváros                                         | 6 – 2               | Dorogi Bányász         |
| --------------------------------------------------- | ------------------- | ---------------------- |
| Fenyvesi 16' 60' 70' 86' Orosz 65' Friedmanszky 80' | (1 – 2) Jegyzőkönyv | Pozsonyi 27' Csóri 36' |

| Népstadion, Budapest Nézőszám: 60 000 Játékvezető: Sipos Szilárd (magyar) |

| 4. forduló 1957. szeptember 28. |

| Ferencváros                   | 2 – 0       | Csepel SC |
| ----------------------------- | ----------- | --------- |
| Fenyvesi 36' Friedmanszky 74' | Jegyzőkönyv |           |

| Népstadion, Budapest Nézőszám: 45 000 Játékvezető: Pósa János (magyar) |

| 5. forduló 1957. október 13. |

| Ferencváros                              | 3 – 2               | Vasas                  |
| ---------------------------------------- | ------------------- | ---------------------- |
| Ombódi 49' Friedmanszky 63' Fenyvesi 73' | (0 – 1) Jegyzőkönyv | Szilágyi 43' Bárfy 60' |

| Népstadion, Budapest Nézőszám: 80 000 Játékvezető: Leo Horn (holland) |

| 6. forduló 1957. október 20. |

| MTK                                     | 4 – 1               | Ferencváros  |
| --------------------------------------- | ------------------- | ------------ |
| Szimcsák 18' Sándor 34' 86' Palotás 62' | (2 – 0) Jegyzőkönyv | Vilezsál 66' |

| Népstadion, Budapest Nézőszám: 65 000 Játékvezető: Sramkó Jenő (magyar) |

| 7. forduló 1957. október 27. |

| Ferencváros | 1 – 3               | Haladás VSE                 |
| ----------- | ------------------- | --------------------------- |
| Rákosi 28'  | (1 – 2) Jegyzőkönyv | Tóth 19' Polgár 43' Pém 80' |

| Népstadion, Budapest Nézőszám: 20 000 Játékvezető: Virágh Ferenc (magyar) |

| 8. forduló 1957. november 3. |

| Pécsi Dózsa | 0 – 1               | Ferencváros |
| ----------- | ------------------- | ----------- |
|             | (0 – 0) Jegyzőkönyv | Dálnoki 60' |

| PMFC Stadion, Pécs Nézőszám: 16 000 Játékvezető: Gere Gyula (magyar) |

| 9. forduló 1957. november 17. |

| Ferencváros                 | 1 – 1               | SZEAC     |
| --------------------------- | ------------------- | --------- |
| Friedmanszky 52' Gulyás 85′ | (0 – 0) Jegyzőkönyv | Nemes 70' |

| Népstadion, Budapest Nézőszám: 15 000 Játékvezető: Zsolt István (magyar) |

| 10. forduló 1957. november 24. |

| Diósgyőr | 1 – 2               | Ferencváros                 |
| -------- | ------------------- | --------------------------- |
| Pál 32'  | (0 – 1) Jegyzőkönyv | Friedmanszky 10' Borsos 37' |

| DVTK-stadion, Miskolc Nézőszám: 25 000 Játékvezető: Hernádi Vilmos (magyar) |

| 11. forduló 1957. december 1. |

| Budapesti Honvéd         | 2 – 0               | Ferencváros |
| ------------------------ | ------------------- | ----------- |
| Tichy 40' 60' (11-esből) | (1 – 0) Jegyzőkönyv | Dalnoki 89′ |

| Népstadion, Budapest Nézőszám: 15 000 Játékvezető: Dorogi Andor (magyar) |

| 12. forduló 1957. december 8. |

| Ferencváros                                                | 5 – 2               | Salgótarjáni BTC     |
| ---------------------------------------------------------- | ------------------- | -------------------- |
| Dálnoki 24' Gerendás 45' Vilezsál 48' 70' Friedmanszky 65' | (2 – 0) Jegyzőkönyv | Dávid 55' Taliga 81' |

| Üllői út, Budapest Nézőszám: 15 000 Játékvezető: Gere Gyula (magyar) |

| 13. forduló 1957. december 15. |

| Újpesti Dózsa | 1 – 1               | Ferencváros      |
| ------------- | ------------------- | ---------------- |
| Göröcs 28'    | (1 – 1) Jegyzőkönyv | Friedmanszky 40' |

| Megyeri út, Budapest Nézőszám: 30 000 Játékvezető: Pósa János (magyar) |

#### Tavaszi fordulók
| 14. forduló 1958. március 2. |

| Csepel SC | 0 – 0               | Ferencváros |
| --------- | ------------------- | ----------- |
|           | (0 – 0) Jegyzőkönyv |             |

| Népstadion, Budapest Nézőszám: 45 000 Játékvezető: Pósa János (magyar) |

| 15. forduló 1958. március 9. |

| Haladás VSE | 1 – 4               | Ferencváros                                      |
| ----------- | ------------------- | ------------------------------------------------ |
| Czigony 65' | (0 – 1) Jegyzőkönyv | Fenyvesi 22' 79' Vilezsál 60' Molnár 66' (öngól) |

| Rohonci úti stadion, Szombathely Nézőszám: 12 000 Játékvezető: Rozsnyai József (magyar) |

| 16. forduló 1958. március 16. |

| Ferencváros                                      | 4 – 0               | Pécsi Dózsa |
| ------------------------------------------------ | ------------------- | ----------- |
| Vilezsál 35' 48' (11-esből) Friedmanszky 51' 57' | (1 – 0) Jegyzőkönyv |             |

| Üllői út, Budapest Nézőszám: 18 000 Játékvezető: Kösztner Vilmos (magyar) |

| 17. forduló 1958. március 23. |

| SZEAC      | 1 – 2               | Ferencváros                   |
| ---------- | ------------------- | ----------------------------- |
| Baráth 20' | (1 – 1) Jegyzőkönyv | Fenyvesi 27' Friedmanszky 48' |

| Szeged Nézőszám: 10 000 Játékvezető: Kaposi Sándor (magyar) |

| 18. forduló 1958. március 30. |

| Ferencváros                       | 3 – 1               | Diósgyőr         |
| --------------------------------- | ------------------- | ---------------- |
| Vilezsál 14' 52' Friedmanszky 60' | (1 – 0) Jegyzőkönyv | Iván 67' Pál 62′ |

| Üllői út, Budapest Nézőszám: 25 000 Játékvezető: Rozsnyai József (magyar) |

| 19. forduló 1958. április 3. |

| Ferencváros | 1 – 0               | Budapesti Honvéd |
| ----------- | ------------------- | ---------------- |
| Dálnoki 42' | (1 – 0) Jegyzőkönyv |                  |

| Népstadion, Budapest Nézőszám: 60 000 Játékvezető: Pósa János (magyar) |

| 20. forduló 1958. április 13. |

| Salgótarjáni BTC   | 1 – 0               | Ferencváros |
| ------------------ | ------------------- | ----------- |
| Mátrai 15' (öngól) | (1 – 0) Jegyzőkönyv |             |

| Salgótarján Nézőszám: 14 000 Játékvezető: Gere Gyula (magyar) |

| 21. forduló 1958. június 28. |

| Ferencváros | 1 – 4               | Újpesti Dózsa                               |
| ----------- | ------------------- | ------------------------------------------- |
| Kertész 15' | (1 – 1) Jegyzőkönyv | Borsányi 19' Szusza 54' Göröcs 61' Nagy 80' |

| Népstadion, Budapest Nézőszám: 35 000 Játékvezető: Dorogi Andor (magyar) |

| 22. forduló 1958. július 6. |

| Komlói Bányász | 0 – 1               | Ferencváros |
| -------------- | ------------------- | ----------- |
|                | (0 – 0) Jegyzőkönyv | Orosz 75'   |

| Komló Nézőszám: 6 000 Játékvezető: Kaposi Sándor (magyar) |

| 23. forduló 1958. július 9. |

| Ferencváros                       | 2 – 2               | Tatabányai Bányász |
| --------------------------------- | ------------------- | ------------------ |
| Vilezsál 35' (11-esből) Orosz 43' | (2 – 0) Jegyzőkönyv | Szovják 48' 67'    |

| Népstadion, Budapest Nézőszám: 30 000 Játékvezető: Virágh Ferenc (magyar) |

| 24. forduló 1958. július 13. |

| Dorogi Bányász | 1 – 5               | Ferencváros                                             |
| -------------- | ------------------- | ------------------------------------------------------- |
| Révész 74'     | (0 – 3) Jegyzőkönyv | Vilezsál 8' Thomann 24' Rákosi 32' Friedmanszky 61' 79' |

| Bányász stadion, Dorog Nézőszám: 8 000 Játékvezető: Fehérvári József (magyar) |

| 25. forduló 1958. július 20. |

| Ferencváros | 1 – 2               | MTK                              |
| ----------- | ------------------- | -------------------------------- |
| Kertész 73' | (0 – 2) Jegyzőkönyv | Lantos 11' (11-esből) Molnár 35' |

| Népstadion, Budapest Nézőszám: 85 000 Játékvezető: Fülep Kornél (magyar) |

| 26. forduló 1958. július 27. |

| Vasas                           | 3 – 3               | Ferencváros                    |
| ------------------------------- | ------------------- | ------------------------------ |
| Ihász 7' Csordás 23' Raduly 28' | (3 – 1) Jegyzőkönyv | Orosz 36' 53' Friedmanszky 57' |

| Népstadion, Budapest Nézőszám: 30 000 Játékvezető: Pósa János (magyar) |

#### Végeredmény
| #  | Csapat               | J  | Gy | D  | V  | Rg | Kg | Gk  | P  | Megjegyzés                                  |
| -- | -------------------- | -- | -- | -- | -- | -- | -- | --- | -- | ------------------------------------------- |
| 1  | MTK                  | 26 | 15 | 5  | 6  | 51 | 30 | +21 | 35 | Bajnok, 1958–1959-es BEK, 1958-as Duna-kupa |
| 2  | Budapesti Honvéd SE  | 26 | 14 | 6  | 6  | 53 | 30 | +23 | 34 |                                             |
| 3  | Ferencváros          | 26 | 14 | 5  | 7  | 53 | 37 | +16 | 33 | 1958-as Duna-kupa                           |
| 4  | Tatabányai Bányász   | 26 | 13 | 5  | 8  | 36 | 29 | +7  | 31 | 1958-as Duna-kupa                           |
| 5  | Vasas SC             | 26 | 9  | 10 | 7  | 38 | 32 | +6  | 28 |                                             |
| 6  | Salgótarjáni BTC     | 26 | 11 | 5  | 10 | 35 | 39 | -4  | 27 | 1958-as Duna-kupa                           |
| 7  | Újpesti Dózsa        | 26 | 11 | 4  | 11 | 45 | 37 | -8  | 26 | 1958–1960-as vásárvárosok kupája            |
| 8  | Szombathelyi Haladás | 26 | 8  | 10 | 8  | 35 | 35 | 0   | 26 |                                             |
| 9  | Diósgyőri VTK        | 26 | 10 | 6  | 10 | 32 | 35 | -3  | 26 |                                             |
| 10 | Csepel SC            | 26 | 8  | 9  | 9  | 31 | 28 | +3  | 25 |                                             |
| 11 | Dorogi Bányász       | 26 | 9  | 4  | 13 | 32 | 46 | -14 | 22 |                                             |
| 12 | Pécsi Dózsa          | 26 | 7  | 5  | 14 | 24 | 50 | -26 | 19 | Kiestek az NB II-be                         |
| 13 | Komlói Bányász       | 26 | 4  | 9  | 13 | 25 | 43 | -18 | 17 | Kiestek az NB II-be                         |
| 14 | Szegedi EAC          | 26 | 4  | 7  | 15 | 26 | 45 | -19 | 15 | Kiestek az NB II-be                         |

#### Eredmények összesítése
Az alábbi táblázatban összesítve szerepelnek a Ferencvárosi TC 1957/58-as bajnokságban elért eredményei.
| Ősz/tavasz (forduló)    | Otthon | Otthon | Otthon | Otthon | Otthon | Otthon | Otthon | Idegenben | Idegenben | Idegenben | Idegenben | Idegenben | Idegenben | Idegenben |
| Ősz/tavasz (forduló)    | M      | GY     | D      | V      | LG–KG  | GK     | P      | M         | GY        | D         | V         | LG–KG     | GK        | P         |
| ----------------------- | ------ | ------ | ------ | ------ | ------ | ------ | ------ | --------- | --------- | --------- | --------- | --------- | --------- | --------- |
| Őszi szezon (1–13.)     | 7      | 5      | 1      | 1      | 21–11  | +10    | 11     | 6         | 2         | 1         | 3         | 5–10      | –5        | 5         |
| Tavaszi szezon (14–26.) | 6      | 3      | 1      | 2      | 12–9   | +3     | 7      | 7         | 4         | 2         | 1         | 15–7      | +8        | 10        |
| Összesen (1–26.)        | 13     | 8      | 2      | 3      | 33–20  | +13    | 18     | 13        | 6         | 3         | 4         | 20–17     | +3        | 15        |

### Egyéb mérkőzések
| 1957. június 29. |

| Nyugat-Ausztrália | 1 – 6       | Ferencváros               |
| ----------------- | ----------- | ------------------------- |
|                   | Jegyzőkönyv | Borsos Orosz Friedmanszky |

| Perth |

| 1957. június 30. |

| Nyugat-Ausztrália | 0 – 9       | Ferencváros                           |
| ----------------- | ----------- | ------------------------------------- |
|                   | Jegyzőkönyv | Szigeti Borsos Láng Vilezsál Fenyvesi |

| Perth |

| 1957. július 3. |

| Dél-Ausztrália | 4 – 13      | Ferencváros                                         |
| -------------- | ----------- | --------------------------------------------------- |
|                | Jegyzőkönyv | Borsos Szigeti Vilezsál Orosz Friedmanszky Fenyvesi |

| Adelaide |

| 1957. július 6. |

| Ausztrál vegyes válogatott | 0 – 3       | Ferencváros     |
| -------------------------- | ----------- | --------------- |
|                            | Jegyzőkönyv | Szigeti Kertész |

| Adelaide |

| 1957. július 7. |

| Victoria válogatott | 1 – 6       | Ferencváros                  |
| ------------------- | ----------- | ---------------------------- |
|                     | Jegyzőkönyv | Friedmanszky Kertész Szigeti |

| Melbourne |

| 1957. július 10. |

| Ausztrál vegyes válogatott | 2 – 3       | Ferencváros            |
| -------------------------- | ----------- | ---------------------- |
|                            | Jegyzőkönyv | Orosz Gerendás Szigeti |

| Hobart |

| 1957. július 13. |

| Austria Wien | 1 – 3       | Ferencváros    |
| ------------ | ----------- | -------------- |
|              | Jegyzőkönyv | Fenyvesi Orosz |

| Melbourne |

| 1957. július 17. |

| Hongkong | 3 – 8       | Ferencváros                                   |
| -------- | ----------- | --------------------------------------------- |
|          | Jegyzőkönyv | Borsos Szigeti Fenyvesi Mészáros Friedmanszky |

| Sydney |

| 1957. július 20. |

| Austria Wien | 3 – 2       | Ferencváros      |
| ------------ | ----------- | ---------------- |
|              | Jegyzőkönyv | Fenyvesi Dalnoki |

| Sydney |

| 1957. július 21. |

| South-Coast válogatott | 3 – 5       | Ferencváros                                 |
| ---------------------- | ----------- | ------------------------------------------- |
|                        | Jegyzőkönyv | Borsos Szigeti Friedmanszky Fenyvesi Mátrai |

| Bulli |

| 1957. július 24. |

| Északi kerületi válogatott | 3 – 4       | Ferencváros                        |
| -------------------------- | ----------- | ---------------------------------- |
|                            | Jegyzőkönyv | Láng Szigeti Vilezsál Friedmanszky |

| Newcastle |

| 1957. július 27. |

| Hongkong | 2 – 10      | Ferencváros                           |
| -------- | ----------- | ------------------------------------- |
|          | Jegyzőkönyv | Láng Vilezsál Borsos Szigeti Fenyvesi |

| Brisbane |

| 1957. július 28. |

| Queensland válogatott | 1 – 5       | Ferencváros                  |
| --------------------- | ----------- | ---------------------------- |
|                       | Jegyzőkönyv | Fenyvesi Vilezsál Mátrai ög' |

| Ipswich |

| 1957. július 31. |

| Ausztrália | 1 – 6       | Ferencváros      |
| ---------- | ----------- | ---------------- |
|            | Jegyzőkönyv | Borsos Orosz ög' |

| Sydney |

| 1957. augusztus 3. |

| Ausztrália | 2 – 9               | Ferencváros                           |
| ---------- | ------------------- | ------------------------------------- |
|            | (1 – 5) Jegyzőkönyv | Friedmanszky Szigeti Gerendás Kertész |

| Sydney |

| 1957. augusztus 3. |

| Ferencváros vegyes | 2 – 0               | Ruch Chorzów |
| ------------------ | ------------------- | ------------ |
| Hruby Dálnoki      | (0 – 0) Jegyzőkönyv |              |

| Budapest Nézőszám: 16 000 Játékvezető: Fülep Kornél (magyar) |

| 1957. augusztus 4. |

| Hongkong | 2 – 2       | Ferencváros |
| -------- | ----------- | ----------- |
|          | Jegyzőkönyv | Szigeti     |

| Newcastle |

| 1957. augusztus 8. |

| Indonézia | 0 – 3       | Ferencváros           |
| --------- | ----------- | --------------------- |
|           | Jegyzőkönyv | Borsos Ombódi Dalnoki |

| Jakarta |

| 1957. augusztus 10. |

| Haladás VSE | 0 – 1               | Ferencváros vegyes |
| ----------- | ------------------- | ------------------ |
|             | (0 – 1) Jegyzőkönyv | Gregor             |

| Budapest |

| 1957. augusztus 18. |

| Ferencváros vegyes | 2 – 1               | MTK |
| ------------------ | ------------------- | --- |
| Simon Rákosi       | (1 – 0) Jegyzőkönyv |     |

| Népstadion, Budapest |

| 1958. február 23. |

| Ferencváros        | 3 – 2       | Levszki Szofija |
| ------------------ | ----------- | --------------- |
| Orosz Friedmanszky | Jegyzőkönyv |                 |

| Üllői út, Budapest |

| 1958. március 5. |

| Ferencváros                                  | 5 – 1       | Warta Poznań |
| -------------------------------------------- | ----------- | ------------ |
| Vilezsál Orosz Dálnoki Fenyvesi Friedmanszky | Jegyzőkönyv |              |

| Üllői út, Budapest |

| 1958. március 26. |

| Ferencváros | 1 – 0       | 1. FC Saarbrücken |
| ----------- | ----------- | ----------------- |
| Orosz       | Jegyzőkönyv |                   |

| Üllői út, Budapest |

| 1958. április 5. |

| Austria Wien | 2 – 1       | Ferencváros |
| ------------ | ----------- | ----------- |
|              | Jegyzőkönyv | Orosz       |

| Bécs |

| 1958. április 7. |

| Linzer ASK | 3 – 5       | Ferencváros   |
| ---------- | ----------- | ------------- |
|            | Jegyzőkönyv | Orosz Szigeti |

| Linz |

| 1958. május 1. |

| Hamburg válogatott | 2 – 5       | Ferencváros      |
| ------------------ | ----------- | ---------------- |
|                    | Jegyzőkönyv | Szigeti Vilezsál |

| Hamburg |

| 1958. május 3. |

| 1. FC Saarbrücken | 0 – 1       | Ferencváros |
| ----------------- | ----------- | ----------- |
|                   | Jegyzőkönyv | Orosz       |

| Saarbrücken |

| 1958. május 7. |

| Lens | 6 – 0       | Ferencváros |
| ---- | ----------- | ----------- |
|      | Jegyzőkönyv |             |

| Lens |

| 1958. május 8. |

| Nimes | 1 – 1       | Ferencváros |
| ----- | ----------- | ----------- |
|       | Jegyzőkönyv | Ombódi      |

| Cannes |

| 1958. május 15. |

| Standard de Liège | 2 – 2       | Ferencváros   |
| ----------------- | ----------- | ------------- |
|                   | Jegyzőkönyv | Ombódi Borsos |

| Liège |

| 1958. május 17. |

| Valenciennes FC | 1 – 2       | Ferencváros    |
| --------------- | ----------- | -------------- |
|                 | Jegyzőkönyv | Borsos Kertész |

| Valenciennes |

| 1958. május 25. |

| Ferencváros   | 3 – 3       | Radnički |
| ------------- | ----------- | -------- |
| Rákosi Borsos | Jegyzőkönyv |          |

| Népstadion, Budapest |

| 1958. június 1. |

| Radnički | 2 – 1       | Ferencváros |
| -------- | ----------- | ----------- |
| Dálnoki  | Jegyzőkönyv |             |

| Belgrád |

| 1958. június 22. |

| Ferencváros  | 2 – 1       | Lokomotyiv Moszkva |
| ------------ | ----------- | ------------------ |
| Orosz Borsos | Jegyzőkönyv |                    |

| Népstadion, Budapest |

## Külső hivatkozások
- A csapat hivatalos honlapja (magyarul)
- Az 1957–1958-as szezon menetrendje a tempofradi.hu-n (magyarul)